# Oscar De Cock
Oscar De Cock (ur. w 1881 roku, zm. po 1901 roku) – belgijski wioślarz, srebrny medalista olimpijski.
Wystąpił na igrzyskach olimpijskich w Paryżu w 1900, gdzie belgijska osada Royal Club Nautique de Gand w składzie: Jules De Bisschop, Prosper Bruggeman, Oscar Dessomville, Oscar De Cock, Maurice Hemelsoet, Marcel Van Crombrugge, Frank Odberg, Maurits Verdonck i Rodolphe Poma (sternik) zdobyła srebrny medal w ósemkach ze sternikiem. Do złotych medalistów, Amerykanów z Vesper Boat Club, Belgowie stracili 6 sekund. Był to jego jedyny start olimpijski.
Ponadto zdobywał złote medal w ósemkach na mistrzostwach Europy w Paryżu (1900) i mistrzostwach Europy w Zurychu (1901).